# نتالي موراليز
نتالي موراليز رودس (بالإنجليزية: Natalie Morales-Rhodes)‏ وإسمها الحقيقي نتالي ليتيسيا موراليز (بالإنجليزية: Natalie Leticia Morales)‏ وهي صحفية أمريكية ولدت في يوم 6 يونيو 1972 في مدينة كاوهسيونغ في تايوان، عملت في قناة إن بي سي وفي برنامج توداي شو.

## روابط خارجية
- نتالي موراليز على موقع IMDb (الإنجليزية)
- نتالي موراليز على موقع روتن توميتوز (الإنجليزية)
- نتالي موراليز على موقع أول موفي (الإنجليزية)
- نتالي موراليز على موقع إن إن دي بي (الإنجليزية)
- نتالي موراليز على موقع قاعدة بيانات الفيلم (الإنجليزية)
- نتالي موراليز على موقع كينوبويسك (الروسية)